# Bjørvikatunneln

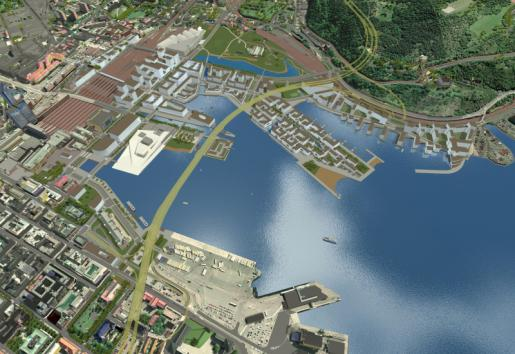
Illustration över tunneln

Bjørvikatunneln (norska: Bjørvikatunnelen) är den näst västligaste delen av Operatunneln, en motorvägstunnel på E18 under centrala Oslo. Den binder samman delarna Festningstunnelen i väster med Ekebergstunneln i öster. Syftet med tunneln är att flytta iväg trafiken från Bjørvika och Gamlebyen, och frigöra området där E18 gick och som upptas av Bispelokket, motorvägskorsningen vid Oslo S där Bispegata och Nylandsveien i dag möts. 
Det östgående loppet öppnades 26 april 2010 och det västgående loppet öppnades 20 september 2010.
Tunneln knyter samman Festningstunnelen med Havnelageret i den ena ändan med Ekebergstunneln och Mosseveien vid Sørenga i den andra änden. Den är på 1 100 meter, vilket 675 meter är byggt som sänktunnel sammansatt av prefabricerade sektioner. Medräknat tillförselsvägar, av- och påkörningsrampar och liknande är den totala väglängden 8 000 meter. Tunnelns tak ligger tio meter under havsytan, i genomsnitt.
Ventilationen i öster säkras av fyra 40 meter höga lufttorn, placerade två och två på Sørenga. Det ena paret på spårområdet till Østfoldbanen och det andra paret närmare sjön. I väster ventileras Bjørvikatunneln genom Festningstunnelen, som har egna lufttorn på Filipstad.
Byggandet startade 15 augusti 2005. Östgående lopp öppnade 26 april 2010, västgående öppnades för trafik 20 september 2010 kl. 05.30. Den öppnades officiellt av Kung Harald den 17 september 2010. Tunneln finansieras delvis av staten, delvis av Oslo kommun och delvis av bompengar från Fjellinjen. Hela Bjørvikaprojektet kostar 5,9 miljarder norska kronor, inkluderat nytt stadsgatunät.
Även om hela tunneln öppnades 2010, blev inte av- och påkörningsvägarna vid Havnelageret färdiga förrän i mars 2012.

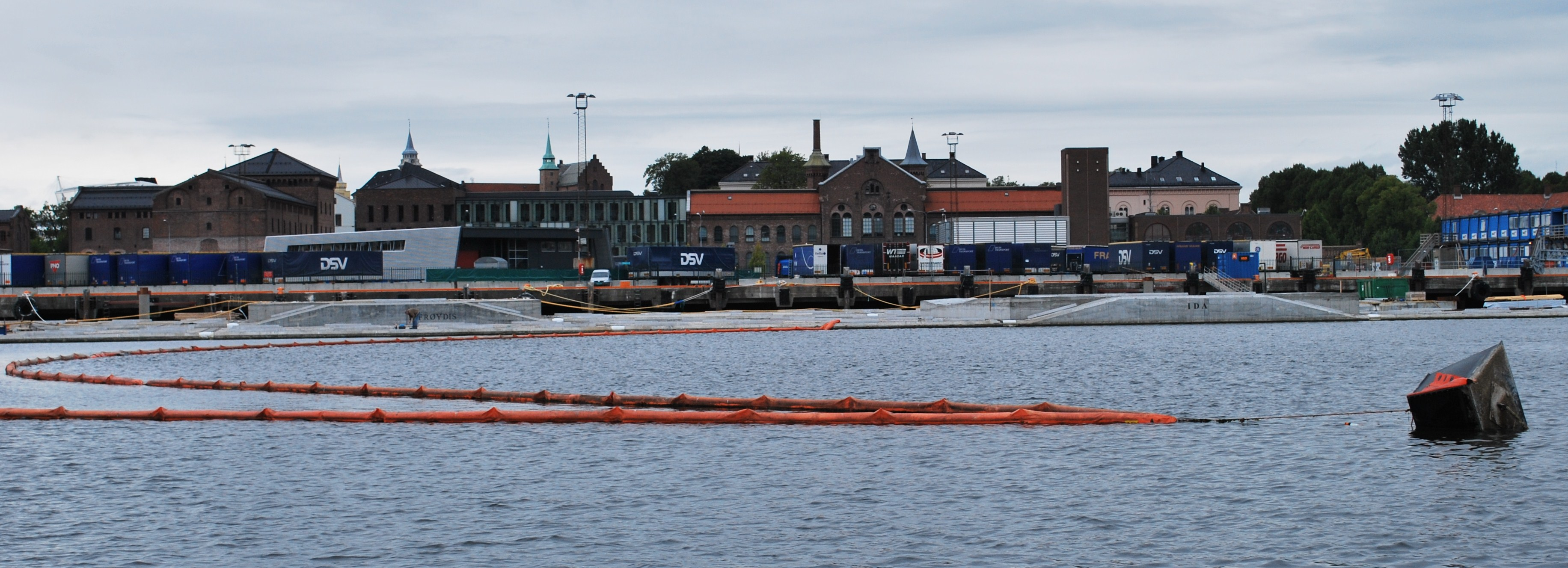
Två av elementen liggande längs Revierkaia, augusti 2008, med namn efter två anställda i projektet: Ida och Frøydis

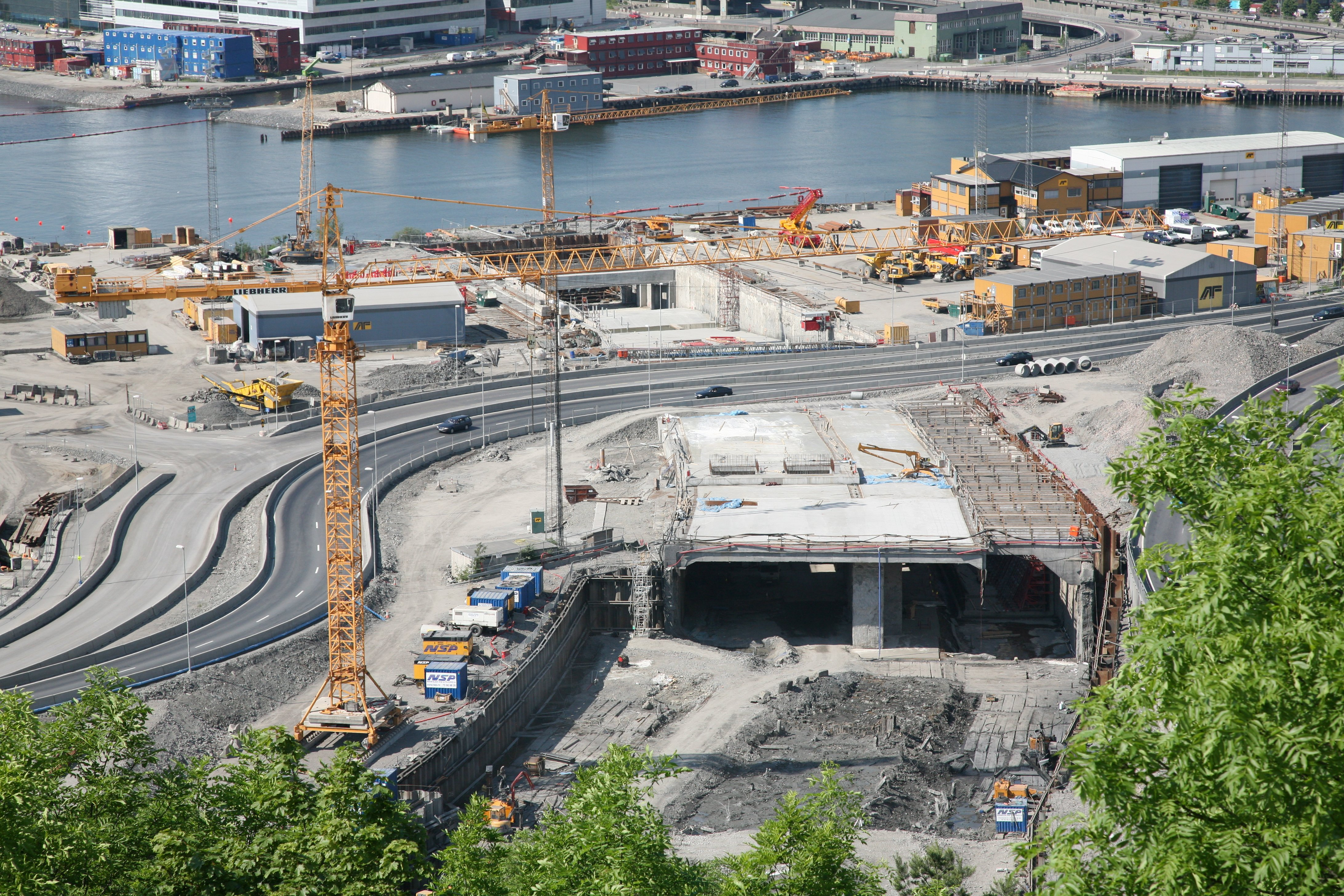
Öster om Bjørvika 2007.

Sänktunneln är sammansatt av sex element som är 112 meter långa, 27 meter breda och 10 meter höga. Under byggandet hade elementen ändväggar som säkerställts så att vattnet hölls ute tills de var sammankopplade. 
Utvecklingen i riktning mot ett utökat nät av tunnlar under Oslo har kritiserats av experter på vägsäkerhet, som menar detta kan förorsaka stora brandolyckor.
Bjørvikatunneln tilldelades Betongtavlen 2011.